# عطي
العَطِيّ نوع نباتي يتبع جنس الشقواص والفصيلة اللاذنية، اسمه العلمي Halimium umbellatum.

## الموئل والانتشار
موطن هذا النبات شمال أفريقيا وشبه الجزيرة الأيبيرية.